# 용왕전
용왕전(竜王戦)은 요미우리 신문 주최의 쇼기 기전으로 전신인 십단전을 발전적으로 해소하고 1988년에 창설되었다. 도전기 형식의 타이틀전(용왕전, 명인전, 왕위전, 왕좌전, 기왕전, 예왕전, 왕장전, 기성전) 중 하나로 서열 1위 기전이다. 우승상금은 4400만엔으로 쇼기계 최고이다.

## 역사
요미우리 신문사는 본래 쇼기에서는 십단전, 바둑에서는 기성전을 주최하고 있었으나 계약금 규모는 기성전이 두 배 이상 컸다. 이에 1980년대초 쇼기연맹 이사회에서는 바둑과 쇼기는 역사, 실적 등으로 미루어 볼 때 대등하다는 견지에서 계약금을 대폭 증액할 것을 요구하였는데, 요미우리는 1984년, 이에 대해 "바둑에서 기성전은 최고 서열의 기전이지만 쇼기의 십단전은 명인전 다음에 위치하는 기전이기 때문에 계약금의 차이가 발생하는 것으로, 바둑과 쇼기를 차별하는 것은 아니다. 다만 요미우리에서는 쇼기계 최고의 기전을 주최하는 것에 강한 관심이 있다"고 답변하였다. 이러한 배경에서 새로운 기전 창설의 움직임이 생겨났고, 1985년에는 준비위원회가 발족되었다. 1987년 10월에 연맹과 요미우리의 신 기전 계약이 최종적으로 조인되어, 십단전이 1987년 제26기를 마지막으로 발전적 해소되고 1988년에 제1기 용왕전이 개최되었다.

## 기전명
신 기전명 후보로 "기신전(棋神戦)", "최고봉전(最高峰戦)", "거인전(巨人戦)", "거성전(巨星戦)", "기보전(棋宝戦)", "달인전(達人戦)", "용왕전", "쇼기도코로(将棋所)" 등이 제시되었다. 이 중 "神"이 들어가는 이름은 종교적 색채를 띠고, "巨"가 들어가는 이름은 야구팀 요미우리 자이언츠의 약칭인 교진(巨人)과 혼동을 줄 수 있다는 등의 이유로 다른 후보들이 소거되고 최종적으로 용왕전으로 결정되었다. "용왕전"이라는 명칭은 "용왕은 예로부터 중국에서는 황제의 심볼로, 고귀한 것을 상징한다", "쇼기 기물 중 용왕은 최강의 능력을 가지고 있다"는 두 가지 근거에서 유래한다.

## 영세칭호
5연패 또는 통산 7회 타이틀획득을 하면 영세용왕 칭호를 얻는다. 칭호 획득은 원칙적으로 은퇴시에 이루어지며, 2019년 10월 현재 자격을 보유한 자는 와타나베 아키라, 하부 요시하루의 2 명이다.

## 대회 방식

### 개요
현역기사 전원, 여류기사 4명, 장려회원 1명, 아마추어 5명이 참가하며, 랭킹전 시스템을 통해 전 기사를 1조부터 6조까지 여섯 등급으로 나누어 각 조에서 성적 상위자 일정 수가 결승 토너먼트에 진출한다. 2패 탈락제로 각 조에서 4명이 다음 기 상위 조로 승급, 4명이 하위조로 강급된다. 결승 토너먼트는 래더 방식의 토너먼트이고, 도전자결정전 3번기의 승자가 용왕 타이틀 보유자와 도전 7번기를 치르게 된다.

### 랭킹전
전 경기 단판 토너먼트제이고 제한시간은 5시간(스톱워치방식)이다. 단, 4조 이하의 잔류결정전은 체스클록방식의 3시간으로 치러진다.
1조
- 원칙적으로 16명에 의한 토너먼트이고, 5명이 결승토너먼트에 진출한다.
- 우승상금은 460만엔, 준우승상금은 115만엔이다.
- 랭킹전 1회전 패자 8명이 5위 결정전, 2회전 패자 4이 4위 결정전, 준결승 패자 2명이 3위결정전을 통해 결승토너먼트 진출자를 선발한다.
- 5위결정전 1회전 패자 4명은 2조로 강등된다.

2조
- 원칙적으로 16명에 의한 토너먼트이고, 우승자와 준우승자는 결승토너먼트에 진출한다.
- 우승상금은 360만엔, 준우승상금은 93만엔이다.
- 우승/준우승자 및 준결승까지의 패퇴자들 간의 승급자 결정전을 통해 선발된 2명, 총 4명이 1조로 승급된다.
- 랭킹전 1회전 패자 8명끼리 치러지는 승급자결정전 1회전의 패배자는 3조로 강등된다.

3조
- 원칙적으로 16명에 의한 토너먼트이고, 우승자는 결승토너먼트에 진출한다.
- 우승상금은 260만엔, 준우승상금은 62만엔이다.
- 승급자 및 강등자를 결정하는 방식은 2조와 같다.

4조
- 원칙적으로 32명에 의한 토너먼트이고, 우승자는 결승토너먼트에 진출한다.
- 우승상금은 205만엔, 준우승상금은 52만엔이다.
- 우승/준우승자 및 준결승까지의 패퇴자들 간의 승급자 결정전을 통해 선발된 2명, 총 4명이 3조로 승급된다.
- 랭킹전 1회전 패자 16명끼리 치러지는 승급자결정전 1회전의 패자 8명은 잔류결정전을 치르게 되고, 잔류결정전의 패자 4명은 5조로 강등된다.

5조
- 원칙적으로 32명에 의한 토너먼트이고, 우승자는 결승토너먼트에 진출한다.
- 우승상금은 155만엔, 준우승상금은 41만엔이다.
- 승급자 및 강등자를 결정하는 방식은 4조와 같다.

6조
- 1~5조 소속을 제외한 나머지 기사 전원 및 여류기사 4명, 장려회원 1명, 아마추어 5명에 의한 토너먼트이고, 우승자는 결승토너먼트에 진출한다.
- 우승상금은 93만엔, 준우승상금은 20만엔이다.
- 우승/준우승자 및 준결승까지의 패퇴자들 간의 승급자 결정전을 통해 선발된 2명, 총 4명이 5조로 승급된다.

### 결승토너먼트

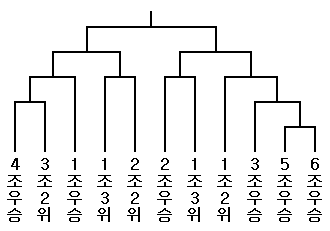
2~18기 결승토너먼트 대진표

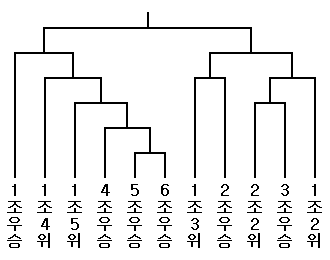
현행 결승토너먼트 대진표(19기~)

상위 조 소속일수록, 랭킹전 성적이 좋을수록 유리한 위치에서 시작하게 되는 토너먼트 방식이고, 결승(도전자결정전)은 3번기로 치러진다. 제한시간은 5시간이다.

### 도전 7번기
10월~12월에 걸쳐서 치러지고 제한시간 8시간, 이틀제 대국이다. 대국 개시 시각은 오전 9시, 중식휴게 시간은 오후12시30분~1시30분, 첫날 오후 6시에 봉수를 행하게 된다. 둘째날 오전 9시에 봉수 개봉 및 대국 재개, 중식휴게 시간은 첫날과 동일하며, 오후에는 종국시까지 휴게 없이 진행된다.
제1국은 과거에 수 차례 해외에서 치러진 바 있으며 제30기(2017년)부터는 도쿄 세룰리언 타워 노가쿠도(能楽堂)에서 부분공개대국으로 진행되고 있다.
역대 해외 대국
- 제3기 (1990년) 프랑크푸르트 (독일)
- 제4기 (1991년) 방콕 (태국)
- 제5기 (1992년) 런던 (영국)
- 제6기 (1993년) 싱가포르
- 제7기 (1994년) 파리 (프랑스)
- 제8기 (1995년) 북경 (중국)
- 제9기 (1996년) 로스앤젤레스 (미국)
- 제10기 (1997년) 골드코스트 (호주)
- 제11기 (1998년) 뉴욕 (미국)
- 제13기 (2000년) 상하이 (중국)
- 제15기 (2002년) 타이베이 (타이완)
- 제17기 (2004년) 서울 (대한민국)
- 제19기 (2006년) 샌프란시스코 (미국)
- 제21기 (2008년) 파리 (프랑스)
- 제27기 (2014년) 하와이 (미국)

## 역대 7번기 결과
※ 전적은 우승자 기준으로 O = 승, X = 패, 千 = 천일수, 持 = 지쇼기를 나타낸다.
| 기 | 연도 | 우승자            | 전적        | 준우승자                            | 비고                                                                                             |
| -- | ---- | ----------------- | ----------- | ----------------------------------- | ------------------------------------------------------------------------------------------------ |
| 1  | 1988 | 시마 아키라       | OOOO        | 요네나가 쿠니오                     |                                                                                                  |
| 2  | 1989 | 하부 요시하루     | X持XOOOXO   | 시마 아키라                         | 하부 통산 첫 번째 타이틀 획득                                                                    |
| 3  | 1990 | 타니가와 코지     | OOOXO       | 하부 요시하루                       |                                                                                                  |
| 4  | 1991 | 타니가와 코지     | 持OXXOOO    | 모리시타 타쿠                       |                                                                                                  |
| 5  | 1992 | 하부 요시하루     | X千XOOOXO   | 타니가와 코지                       |                                                                                                  |
| 6  | 1993 | 사토 야스미츠     | XOXOOO      | 하부 요시하루                       |                                                                                                  |
| 7  | 1994 | 하부 요시하루     | OOOXXO      | 사토 야스미츠                       |                                                                                                  |
| 8  | 1995 | 하부 요시하루     | XOOOXO      | 사토 야스미츠                       |                                                                                                  |
| 9  | 1996 | 타니가와 코지     | XOOOO       | 하부 요시하루                       |                                                                                                  |
| 10 | 1997 | 타니가와 코지     | OOOO        | 사나다 케이이치                     |                                                                                                  |
| 11 | 1998 | 후지이 타케시     | OOOO        | 타니가와 코지                       |                                                                                                  |
| 12 | 1999 | 후지이 타케시     | OOOXO       | 스즈키 다이스케                     |                                                                                                  |
| 13 | 2000 | 후지이 타케시     | OXOOXXO     | 하부 요시하루                       |                                                                                                  |
| 14 | 2001 | 하부 요시하루     | OXOOO       | 후지이 타케시                       |                                                                                                  |
| 15 | 2002 | 하부 요시하루     | 千千OOXXXOO | 아베 타카시                         | 본래 천일수는 당일 재대국이 원칙이나 1국에서 2회 연속 천일수 발생으로 대국장 사정 상 무승부 처리 |
| 16 | 2003 | 모리우치 토시유키 | OOOO        | 하부 요시하루                       |                                                                                                  |
| 17 | 2004 | 와타나베 아키라   | OXXOOXO     | 모리우치 토시유키                   |                                                                                                  |
| 18 | 2005 | 와타나베 아키라   | OOOO        | 키무라 카즈키                       | 와타나베 역대 최연소 9단 승단                                                                    |
| 19 | 2006 | 와타나베 아키라   | XXOOOXO     | 사토 야스미츠                       |                                                                                                  |
| 20 | 2007 | 와타나베 아키라   | OXOOXO      | 사토 야스미츠                       |                                                                                                  |
| 21 | 2008 | 와타나베 아키라   | XXXOOOO     | 하부 요시하루                       | 와타나베 영세용왕 자격 획득. 쇼기 기전 사상 최초의 3연패 후 4연승                                |
| 22 | 2009 | 와타나베 아키라   | OOOO        | 모리우치 토시유키                   |                                                                                                  |
| 23 | 2010 | 와타나베 아키라   | OOXXOO      | 하부 요시하루                       |                                                                                                  |
| 24 | 2011 | 와타나베 아키라   | OOXOO       | 마루야마 타다히사                   |                                                                                                  |
| 25 | 2012 | 와타나베 아키라   | OOOXO       | 마루야마 타다히사                   | 와타나베 9연패                                                                                   |
| 26 | 2013 | 모리우치 토시유키 | OOXOO       | 와타나베 아키라                     | 모리우치 용왕명인 등극                                                                           |
| 27 | 2014 | 이토다니 테츠로   | OOXOO       | 모리우치 토시유키                   |                                                                                                  |
| 28 | 2015 | 와타나베 아키라   | XOOOO       | 이토다니 테츠로                     |                                                                                                  |
| 29 | 2016 | 와타나베 아키라   | OXXOOXO     | 미우라 히로유키 ↓ 마루야마 타다히사 | 쇼기소프트 부정사용의혹 사건으로 도전자결정3번기 패자인 마루야마로 도전자 교체                   |
| 30 | 2017 | 하부 요시하루     | OOXOO       | 와타나베 아키라                     | 하부 영세용왕 자격 획득. 영세7관 달성                                                            |
| 31 | 2018 | 히로세 아키히토   | XXOOXOO     | 하부 요시하루                       |                                                                                                  |
| 32 | 2019 | 토요시마 마사유키 | OOOXO       | 히로세 아키히토                     | 토요시마 역대 4명째의 용왕·명인 등극                                                             |
| 33 | 2020 | 토요시마 마사유키 | OXOOO       | 하부 요시하루                       |                                                                                                  |

## 협찬
- 도큐 그룹이 제30기(2017년)부터 7번기 제1국을 협찬하여 자사 소유의 세룰리언 타워 지하의 노가쿠도를 대국장으로 제공하고, 취위식(就位式) 장소를 제공하고 있으며, 제31기(2018년)부터는 용왕전 전체를 협찬하고 있다.
- 노무라 증권이 제31기(2018년)부터 특별협찬하고 있다.
- (주)메이지의 "메이지 요구르트 R1"이 제31기(2018년)부터 협찬하고 있다.